# Abby Zotz
Abby Zotz ist eine kanadische Schauspielerin in Spielfilmen und Fernsehserien, Darstellerin im Musiktheater, Musikerin und Singer-Songwriter.

## Biografie
Bereits als Teenager begann Abby Zotz am Theater der Stadt Oshawa in Ontario aufzutreten. Sie studierte Gesang am Royal Conservatory of Music. Sie hat bereits aus dem Elternhaus einen vielseitigen musikalischen Hintergrund.
Dieser Zweig der Familie Zotz stammt aus dem Dachauer Moos. Möglicherweise hat die Familie ihren Ursprung ebenfalls in Tirol und breitete sich nach dem Dreißigjährigen Krieg im Dachauer Moos aus. Abbys Vater Ed Zotz emigrierte nach Kanada. Er vermittelte seiner Tochter die Musik seiner Heimat und von Klassikern wie Johann Sebastian Bach, Beethoven und Mozart. Die Mutter Joyce Zotz stammt aus Nova Scotia und hat eine besondere Nähe zur traditionellen irischen und schottischen Musik, was den Stil der Tochter ebenfalls beeinflusste.

## Tätigkeit
Als Schauspielerin ist Abby Zotz auch international tätig, zum Beispiel gastierte sie am Stadttheater Pforzheim mit einer eigenen Musikshow. Doch tritt sie meist in Kanada und den USA auf. Sie arbeitete als Bühnenschauspielerin am Factory Theatre in Toronto, wurde aber hauptsächlich durch ihr Mitwirken in amerikanischen und kanadischen Fernsehserien und Spielfilmen bekannt, etwa in der Filmkomödie Charlie Bartlett oder in der kanadisch-US-amerikanischen Fernsehserie Queer as Folk, die von der Freundschaft schwuler Männer zu lesbischen Frauen handelt.
Das Thema der Homosexualität ist Abby Zotz auch persönlich ein Anliegen. Als die Metropolitan Community Church in Toronto 2001 die kanadische Ehe-Gesetzgebung herausforderte, indem demonstrativ und medienwirksam ein schwules und ein lesbisches Paar getraut wurden, übernahm Abby Zotz die musikalische Ausgestaltung des Trauungsgottesdienstes.
Die musikalische Bandbreite von Abby Zotz reicht von der a-cappella-Interpretation von Renaissance-Musik über Konzerte mit Liedern von Bertolt Brecht und Kurt Weill bis zur Zusammenarbeit mit Paul Humphreys. Abby Zotz gründete die Ensembles „The MadriGALS“ und „Two Roads Home“.

## Filmografie
- 1993: Die Waffen des Gesetzes (Street Legal, Fernsehserie, eine Folge)
- 2002: Sue Thomas: F.B.I. (Sue Thomas: F.B.Eye, Fernsehserie, zwei Folgen)
- 2004: Queer as Folk (Fernsehserie, eine Folge)
- 2005: Our Fathers (Fernsehfilm)
- 2007: Tkaronto
- 2007: Charlie Bartlett
- 2008: Strawberries and Wine

## Diskografie
- 1998: The MadriGALS: Alchemy
- 2003: Two Roads Home: Dovetailing
- 2008: Two Roads Home: Sweet Shadows